# Арамон (Пикардия)
Арамо́н (фр. Haramont) — коммуна во Франции, находится в регионе Пикардия. Департамент коммуны — Эна. Входит в состав кантона Вилле-Котре. Округ коммуны — Суассон. 
Посёлок известен тем, что здесь происходит действие романов Александра Дюма-отца «Анж Питу» и «Графиня де Шарни».

## Население
Население коммуны на 2010 год составляло 611 человек.
| 1962 | 1968 | 1975 | 1982 | 1990 | 1999 | 2010 |
| ---- | ---- | ---- | ---- | ---- | ---- | ---- |
| 383  | 359  | 393  | 441  | 518  | 573  | 611  |

## Экономика
В 2010 году среди 378 человек трудоспособного возраста (15—64 лет) 277 были экономически активными, 101 — неактивными (показатель активности — 73,3 %, в 1999 году было 67,7 %). Из 277 активных жителей работала 251 человек (142 мужчины и 109 женщин), безработных было 26 (12 мужчин и 14 женщин). Среди 101 неактивных 41 человек были учениками или студентами, 25 — пенсионерами, 35 были неактивными по другим причинам.